# 클라크 피터스
클라크 피터스(영어: Clarke Peters, 1952년 4월 7일 ~ )는 미국의 배우이다. HBO의 드라마 《더 와이어》와 《트레메》에 출연했으며 근래에는 《퍼슨 오브 인터레스트》의 알론소 퀸 역이 유명하다. 본명은 피터 클라크(Peter Clarke)이다.

## 출연 작품
- 쓰리 빌보드 - 아베크롬비 역
- Da 5 블러드 - 오티스 역
- 아웃랜드 (영화)
- 모나리자 (1986년 영화)
- 노팅힐 (영화)
- 케이 팩스
- 헤드 오브 스테이트
- 프리덤랜드
- 포커 하우스
- 말리와 나
- 엔드게임 (2009년 영화)
- 넬슨 만델라
- 존 윅 (영화)
- 베스트 오브 미
- 뷰티풀 프래니
- 해리엇 (영화) - 벤 로스 역
- 컴 어웨이
- 매드 해터
- 휘트니 휴스턴: 댄스 위드 섬바디 - 존 휴스턴 역